# Mab (hold)
A Mab (Uránusz XVVI) az Uránusz tizenharmadik holdja. A bolygó egyik legkisebb holdja, átmérője körülbelül 25 km. 
A holdat Mark R. Showalter és Jack J. Lissauer fedezték fel 2003-ban a Hubble űrtávcső segítségével. Mivel kicsi és viszonylag sötét színű, a hold nem szerepelt a Voyager-2 űrszonda által 1986-ban készített képeken.
A holdról viszonylag keveset tudunk. Perturbációja erős, amit valószínűleg a közelében keringő holdak egyike okoz. 